# Domenico I Gattiluso
Domenico I Gattiluso era senyor de l'illa de Lesbos. Era fill de Dorino I Gattiluso, al que va succeir a la seva mort el 1455.
El dia 25 de desembre de 1455 l'illa fou ocupada pels turcs, que només es van retirar el 1456 contra la cessió de Tasos i l'augment del tribut.
Es va casar amb Maria Giustiniana-Longo, de la família Giustiniani governant a Quios.

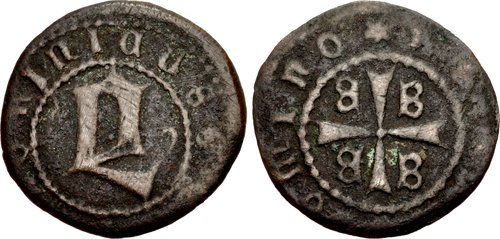
Denari de bronze de Domenico Gattilusio, amb una gran «D» a l'anvers, i la creu tetragràmmica de l'Imperi Romà d'Orient al revers.

El 1458 el seu germà Nicolo II Gattiluso va donar un cop d'estat, va agafar la direcció de la senyoria, i va empresonar Domenico, que possiblement va fer matar.